# Castel Lambton
Castel Lambton (in inglese Lambton Castle) si trova a North Lodge tra il centro storico di Sunderland nella contea metropolitana di Tyne and Wear  e Chester-le-Street nella Contea di Durham, Inghilterra del nord-est. La sua costruzione risale al XVIII secolo.

## Storia

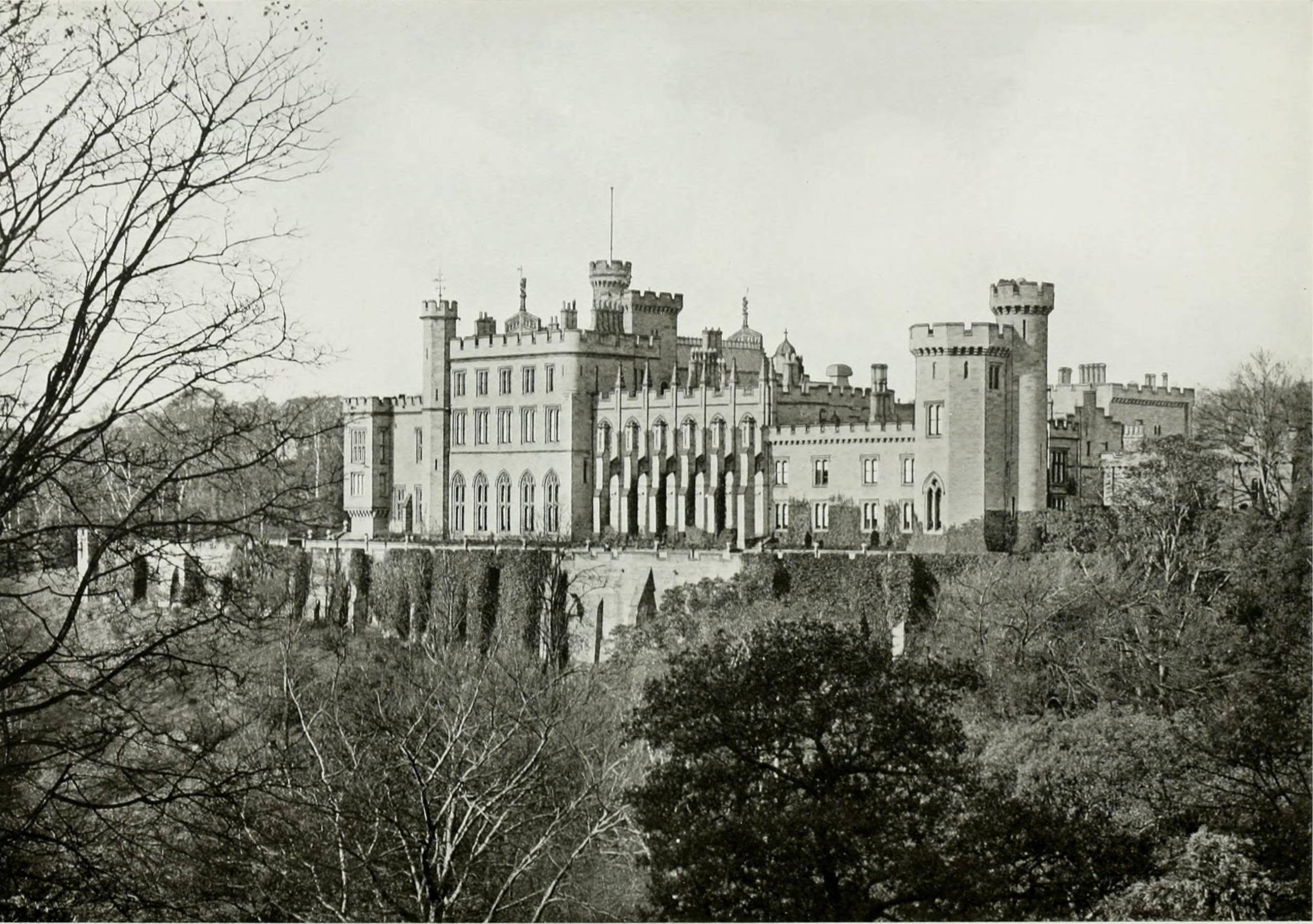
Castel Lambton nel 1913

Secondo la leggenda John de Lambton visse in questo territorio attorno al 1180 e dopo di lui si racconta di Sir John Lambton, noto come Cavaliere di Rodi, che  durante il 1400 avrebbe ucciso il drago di Lambton. Il castello si trova sul sito dell'ex Harraton Hall, abitazione ancestrale del casato che divenne proprietà della famiglia Lambton nel XVII secolo. La famiglia è una delle più affermate della regione anche grazie alle fortune accumulate con l'industria del carbone. Alla fine del XVIII secolo il padre del primo conte di Durham, William Lambton, ereditò la tenuta e decise di far costruire una nuova e grandiosa residenza di famiglia. Si rivolse all'architetto italiano Joseph Bonomi il Vecchio che, con la collaborazione del figlio Ignatius, progettò il sontuoso castello nella stessa posizione che aveva occupato la Hall. Negli anni settanta il parco del castello divenne noto come Lambton Lion Park, uno zoo safari che ebbe discreta fortuna sinché rimase aperto.

## Descrizione
Il castello è una dimora signorile a North Lodge tra Sunderland e Chester-le-Street nell'Inghilterra del nord-est ed è la sede della famiglia Lambton, i conti di Durham. Molte delle antiche strutture sono state demolite. Le torri merlate all'estremità del portico furono ricostruite per armonizzarsi con la facciata che era stata consrvata, più stretta dell'originale. La casa padronale fu costruita tra il 1820 e il 1828 secondo lo stile del castello normanno, come era di moda all'epoca. Il parco attorno alla casa padronale è recintato da un alto muro e viene utilizzato per l'annuale caccia al fagiano. Questo parco privato si estende per circa 1.500 acri, costituito da estesi boschi, parchi, laghi e stagni e occupa i lati nord e sud del fiume Wear.

### Bene tutelato come edificio storico
L'English Heritage lo ha classificato come edificio storico di secondo grado.